# Giây ánh sáng
Giây ánh sáng (tiếng Anh: light second) là đơn vị dùng trong thiên văn học và cách ngành liên quan, diễn tả khoảng cách không gian mà photon di chuyển được trong một giây trong chân không, tương ứng với 299.792.458 mét.

## Một số khoảng cách đo bằng giây ánh sáng
- Đường kính Trái Đất bằng 0,0425 giây ánh sáng,
- Khoảng cách trung bình giữa Trái Đất và Mặt Trăng bằng 1,282 giây ánh sáng,
- Đường kính Mặt Trời khoảng 4,643 giây ánh sáng,
- Khoảng cách trung bình từ Trái Đất đến Mặt Trời khoảng 499 giây ánh sáng.